# كارلو فوماغالي
كارلو فوماغالي (بالإيطالية: Carlo Fumagalli)‏ مواليد 25 أبريل 1996 في ميلانو، هو لاعب كرة سلة إيطالي بدأ مسيرته الاحترافية في سنة 2013.

## فرق لعب لها
- أولمبيا ميلانو

## روابط خارجية
- كارلو فوماغالي على موقع الدوري الأوروبي لكرة السلة (الإنجليزية)
- كارلو فوماغالي على موقع كرة السلة الأوروبية.كوم (الإنجليزية)
- كارلو فوماغالي على موقع DraftExpress.com (الإنجليزية)
- كارلو فوماغالي على موقع ريلجم (الإنجليزية)
- كارلو فوماغالي على موقع بروبوليرز (الإنجليزية)
- كارلو فوماغالي على موقع سبورتس رفرنس (الإنجليزية)